# Isa Genzken

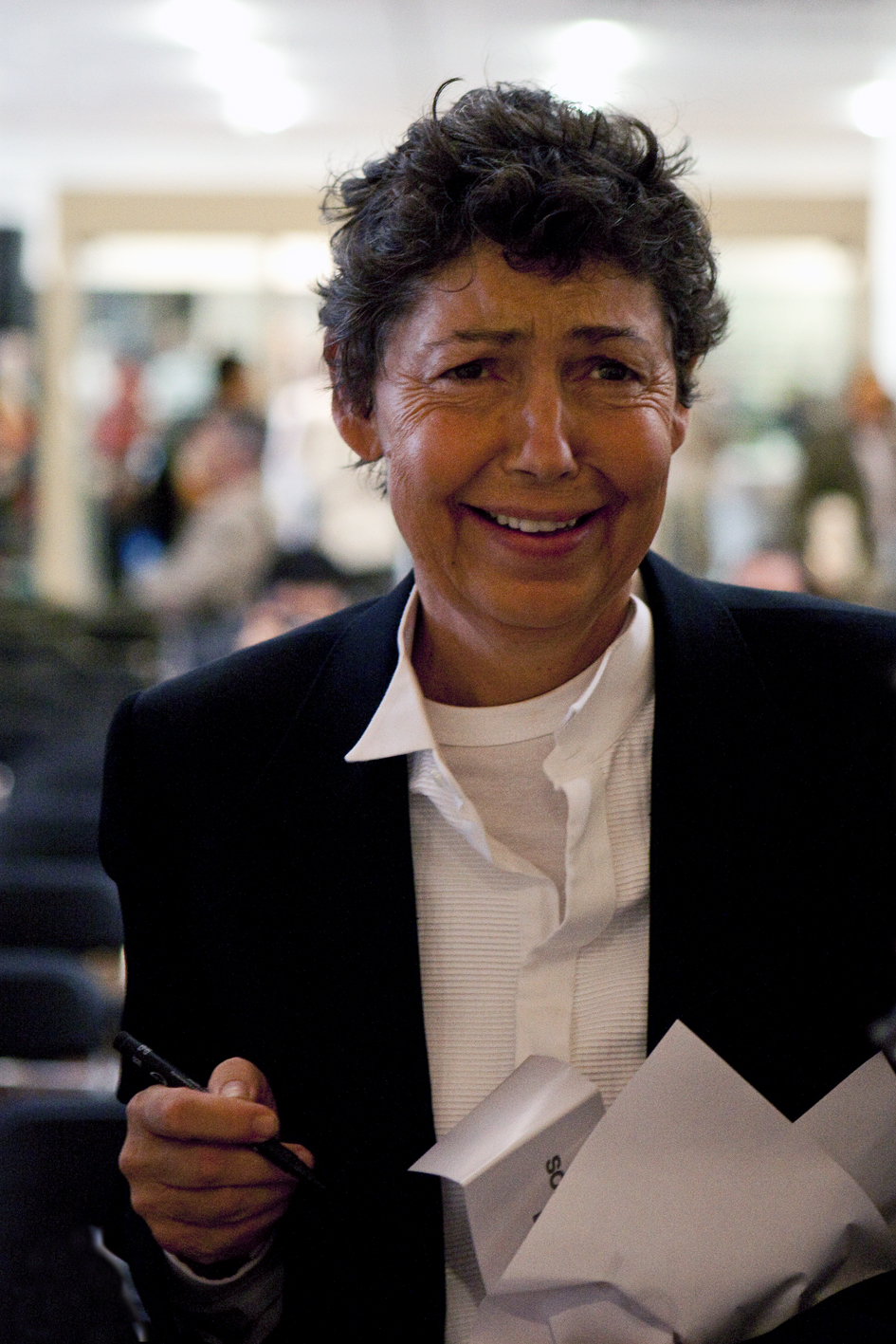
Isa Genzken während der Eröffnung ihrer Ausstellung Sesam öffne dich! im Museum Ludwig am 14. August 2009

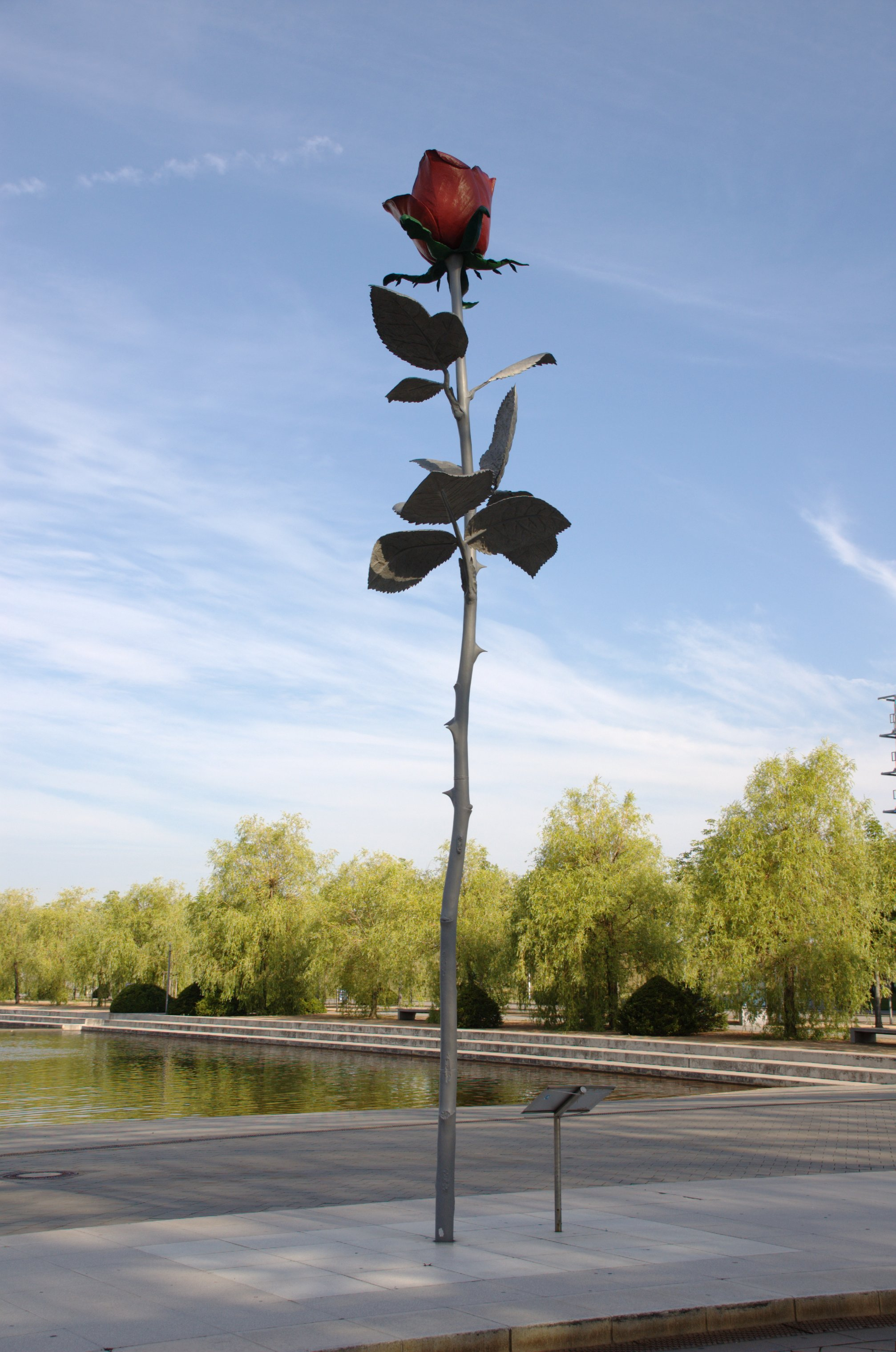
Rose vor dem neuen Leipziger Messegelände

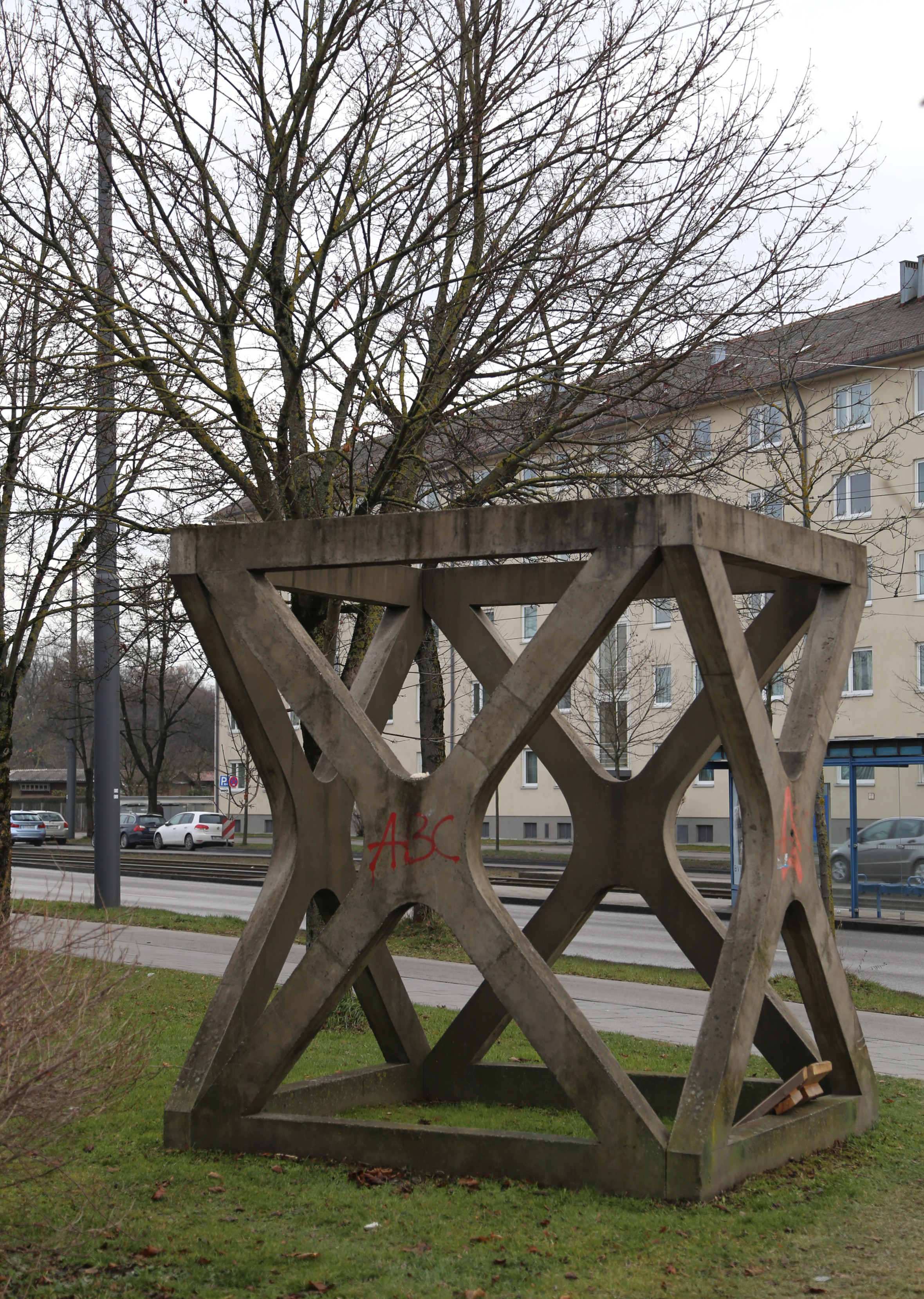
X, 1994, Arnulfstraße, München

Isa Genzken (* 27. November 1948 in Bad Oldesloe) ist eine deutsche Künstlerin; sie lebt und arbeitet in Berlin.

## Leben und Werk
Von 1969 bis 1971 studierte Genzken Malerei an der Hochschule für bildende Künste in Hamburg bei Almir Mavignier, 1972 Kunstgeschichte und Philosophie an der Universität zu Köln, bis 1973 Fotografie und Grafik an der Hochschule der Künste in Berlin und schließlich bis 1977 an der Kunstakademie Düsseldorf. 1982 heiratete sie den Kunstmaler und Hochschullehrer Gerhard Richter, dessen Studentin sie in seiner Meisterklasse in Düsseldorf gewesen war. Eine Skulptur von 1983 trägt den Titel Meister Gerhard, ein Titel, der (vordergründig) an den ersten Kölner Dombaumeister erinnern soll, aber auch an ihren damaligen Ehemann denken lässt. Die Ehe wurde 1993 geschieden. Nach der Scheidung fiel Genzken in eine Depression, bekam Alkoholprobleme und verbrachte längere Zeit in stationärer psychiatrischer Behandlung, wie sie in einem Interview 2016 erzählte.
Isa Genzken hat in über dreißig Jahren ein vielseitiges und komplexes Œuvre geschaffen, welches Skulpturen, Installationen, Filme, Fotografien, Malereien, Arbeiten auf Papier und Künstlerbücher umfasst. Signifikant für ihre Arbeit ist die Auswahl und Kombination so unterschiedlicher Materialien wie Holz, Gips, Epoxidharze, Beton, aber auch Kunststoffe und alltägliche Gebrauchsgegenstände und Konsumgüter.
Als frühe Einflüsse gelten Minimalismus und Konzeptkunst, sie ließ sich aber nie auf ein einheitliches Konzept ein und griff beispielsweise bei ihrer Rose, erstmals 1993 in Baden-Baden, und 1997 in Leipzig den Realismus auf und vergrößerte die Blume ins Gigantische. Vor der Jahrtausendwende orientierte sie sich um und arbeitet seither vielfach mit Objets trouvés. „Die Geschichtenensembles mit ihren manchmal poetischen (‚Jeder Mensch braucht mindestens ein Fenster‘), dann wütenden Titeln (‚Fuck the Bauhaus‘) glitzern trügerisch. Isa Genzken scannt ihre Umgebung ab und zeigt uns, was sie dort sieht.“
Genzken arbeitet seit über 25 Jahren mit dem Galeristen Daniel Buchholz zusammen, der sie weltweit als Hauptgalerist vertritt.

## Ausstellungen
Isa Genzken war dreimal auf der Kasseler documenta vertreten, das erste Mal im Jahre 1982 auf der documenta 7, mit Ellipsoiden und Hyperbolo-Skulpturen, 1992 (als verheiratete Isa Richter) auf der documenta IX mit Beton- und Epoxydharz-Skulpturen und wiederum im Jahre 2002 auf der documenta11 mit ihren Arbeiten New Buildings for Berlin und Spiegel. Im Jahre 1992 wurde in der Renaissance Society in Chicago ihr Werk in der Ausstellung Jeder braucht mindestens ein Fenster ausgestellt. Die Ausstellung zog weiter zum Portikus in Frankfurt am Main (1992), Palais des Beaux Arts, Brüssel (1993) und Städtische Galerie im Lenbachhaus München (1993). Genzken hatte 1976 eine Ausstellung in der Galerie Konrad Fischer in Düsseldorf. Seit 1986 wird sie international hauptsächlich von der Galerie Buchholz repräsentiert. Gezeigt wurden ihre Werke unter anderem auch in Einzelausstellungen in der Kunsthalle Zürich 2003, bei Hauser & Wirth in London (2004), David Zwirner New York 2005, im Camden Arts Centre in London (2006), in der Kunsthalle zu Kiel (2006), in der Wiener Secession (2006) sowie in der Galerie im Taxispalais in Innsbruck (2006).
Im Jahre 2007 vertrat sie Deutschland auf der Biennale Venedig mit ihrer Arbeit Oil, für die der Pavillon mit einem Baugerüst und roten Planen verhängt wurde und sie im Inneren eine Installation aus Koffern, Henkersknoten und Astronauten arrangierte. Ebenfalls 2007 war Genzken bei skulptur projekte münster 07 vertreten.
Unter dem Titel Sesam, öffne dich! fand 2009 in der Whitechapel Art Gallery London und im Museum Ludwig (Köln) die erste Retrospektive Genzkens statt. Die Künstlerin gestaltete die Ausstellung weitgehend selbst. Das New Yorker New Museum of Contemporary Art zeigte 2011 im Rahmen seines Façade Sculpture Program eine circa 8,40 m hohe Skulptur Rose II, die ihm als Leihgabe zur Verfügung gestellt wurde. Die Skulptur ist eine Replik der vor der Messe Leipzig aufgestellten Rose. 2012 zeigte Isa Genzken unter dem Titel „Hallelujah“ neue Arbeiten im Schinkel Pavillon in Berlin. Im November 2013 eröffnete sie im Museum of Modern Art in New York die große Retrospektive, die im April 2014 zum Museum of Contemporary Art in Chicago und anschließend zum Dallas Museum of Art wanderte.
Das Museum der Moderne Salzburg und das Museum für Moderne Kunst in Frankfurt am Main präsentierten 2014/2015 unter dem Titel Neue Werke / New Works Isa Genzkens jüngste Werkgruppe, bestehend aus verfremdeten Selbstporträts („Schauspieler“). 2015/16 organisierte das Stedelijk Museum in Amsterdam unter dem Titel 'Mach Dich hübsch!' eine umfassende Retrospektive, die 2016 – kuratiert von Beatrix Ruf und Martijn van Nieuwenhuyzen – auch im Berliner Gropius-Bau gezeigt wurde. Vom 15. Januar bis 17. April 2016 zeigte die Bundeskunsthalle, Bonn, die Ausstellung Isa Genzken – Modelle für Außenprojekte mit 35 Modellen von realisierten und nicht realisierten Außenprojekten, ergänzt jeweils um Hintergrundinformationen; einige dieser Modelle waren 2015 bereits in der Ausstellung All the World’s Futures auf der Biennale in Venedig zu sehen. Das Kunstmuseum Basel zeigte 2020/21 die Ausstellung Isa Genzken. Werke von 1973 bis 1983. Zum 75. Geburtstag zeigt die Neue Nationalgalerie 75 Skulpturen, die als Körper den architektonischen Raum durchdringen und ihn mit ihrem Körpereinsatz aus- und bemessen. Die 8 Meter hohe Skulptur Pink Rose aus Metall vor der Neuen Nationalgalerie verändert die gewöhnlichen Größenverhältnisse und trägt die Aufschrift „Rosen haben Dornen“.

## Preise und Auszeichnungen
1977 wurde Isa Genzken ein Reisestipendium der Kunstakademie Düsseldorf in die Vereinigten Staaten verliehen. Für die Jahre 1978–1980 erhielt sie das Karl-Schmidt-Rottluff-Stipendium. 1980 wurde ihr der Kunstpreis Berlin verliehen. 2002 wurde ihr der Wolfgang-Hahn-Preis vom Museum Ludwig verliehen. 2004 erhielt sie den mit 50.000 EUR dotierten Internationalen Kunstpreis Kulturstiftung Stadtsparkasse München. 2007 wurde Isa Genzken im alljährlichen „Künstler-Ranking“ des Kunstmagazins Monopol als bedeutendste lebende Künstlerin bezeichnet. 2009 erhielt sie den Yanghyun Prize der Yanghyun Foundation, Seoul. Im Jahr 2013 schrieb der Spiegel angesichts der Ausstellung ihrer Werke im New Yorker Museum of Modern Art, Genzken zähle zu den bedeutendsten Künstlerinnen der vergangenen dreißig Jahre. 2017 wurde Genzken mit dem Goslarer Kaiserring ausgezeichnet. 2019 erhielt sie den Nasher Prize des Nasher Sculpture Center, Dallas. In der Monopol-Top-100-Liste der einflussreichsten Persönlichkeiten des Kunstbetriebs erreichte sie 2023 den ersten Platz.

## Einzelausstellungen (Auswahl)

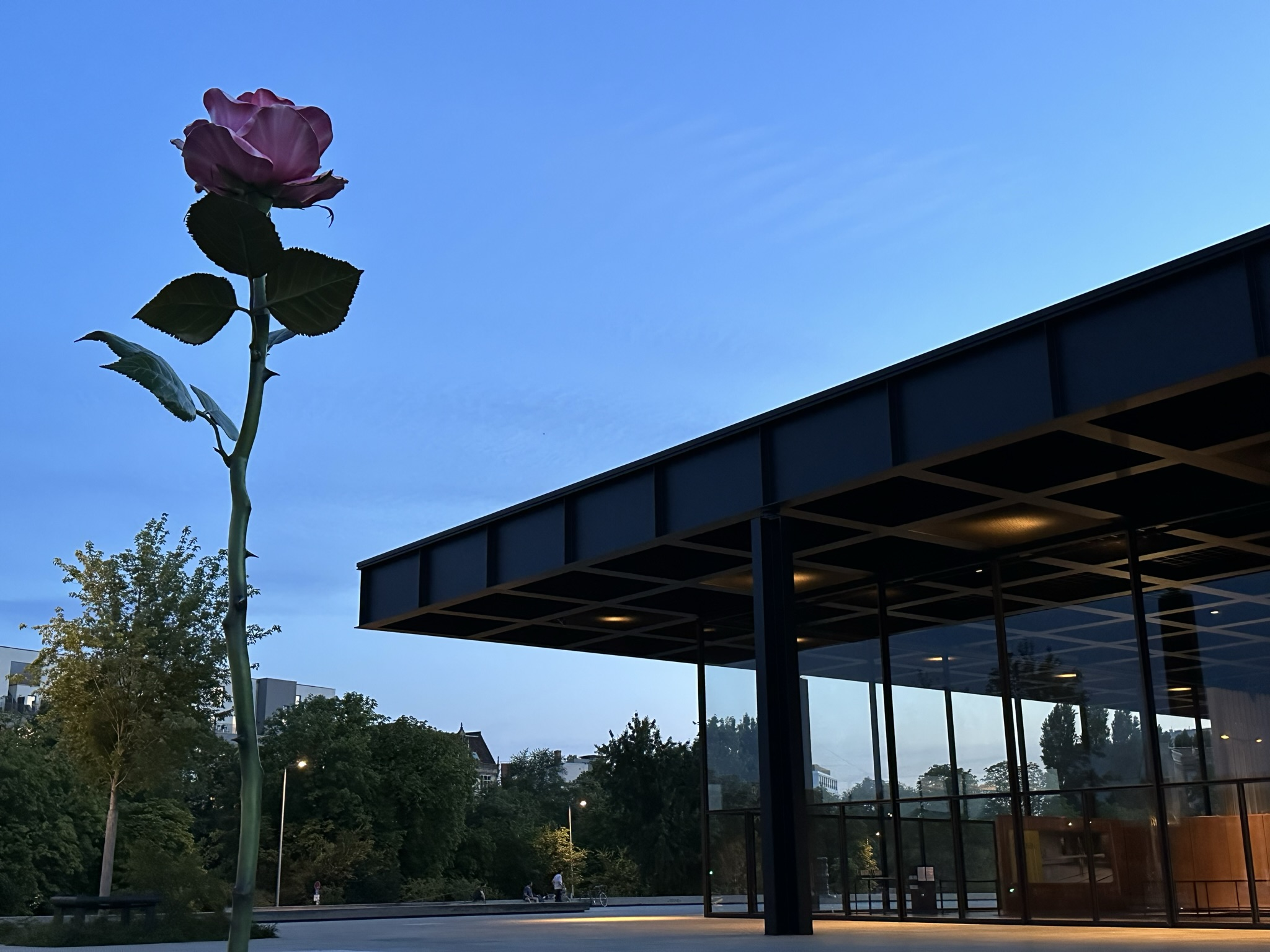
Pink Rose in Berlin 2023

- 1988: Rheinisches Landesmuseum, Bonn / 1989: Kunstmuseum Winterthur / Museum Boijmans Van Beuningen, Rotterdam.
- 1992: Jeder braucht mindestens ein Fenster, Renaissance Society at the University of Chicago, Chicago / Portikus, Frankfurt am Main / 1993: Palais des Beaux-Arts, Brüssel / Städtische Galerie im Lenbachhaus, München.
- 2000: „Sie sind mein Glück“, Kunstverein Braunschweig.
- 2002: Museum Abteiberg, Mönchengladbach / Kunsthalle Zürich.
- 2007: Oil, Deutscher Pavillon der 52. Biennale di Venezia, Venedig.
- 2009: Open, Sesame! Whitechapel Art Gallery, London / Sesam, öffne dich! Museum Ludwig, Köln.
- 2010: Museion, Bozen.
- 2013: Retrospective, Museum of Modern Art, New York / Museum of Contemporary Art, Chicago / Dallas Museum of Art, Dallas.
- 2014: Neue Werke, Museum der Moderne, Salzburg / New Works, Museum für Moderne Kunst, Frankfurt am Main.
- 2015: Mach Dich hübsch! Stedelijk Museum, Amsterdam / Martin-Gropius-Bau, Berlin.
- 2016: Modelle für Außenprojekte, Bundeskunsthalle, Bonn.
- 2019: Kunsthalle Bern, Bern.
- 2020: Isa Genzken – 1973 bis 1984, Kunstmuseum Basel, Basel.
- 2021: Hier und Jetzt und Werke von 1973 bis 1983. Zwei Ausstellungen in der Kunstsammlung Nordrhein-Westfalen, K 21.
- 2023: Isa Genzken. 75/75, Neue Nationalgalerie Berlin. 75 Skulpturen zu Ehren des 75. Geburtstags.[28]
- 2025: Isa Genzken meets Liebieghaus, Liebieghaus Skulpturensammlung, Frankfurt am Main.

## Gruppenausstellungen (Auswahl)
- 1981: „Art Allemagne Aujourd’hui“, Musée d’art moderne de la ville de Paris
- 1981: „Westkunst. Zeitgenössische Kunst seit 1939“, Rheinhallen, Köln
- 1982: documenta 7, Kassel
- 1987: „Skulptur Projekte Münster 87“, Münster
- 1988: „The 7th Biennale of Sydney“, Art Gallery of New South Wales, Sydney
- 1992: documenta IX, Kassel
- 1993: „Viaggio verso Citera, arte e poesia“, Palazzo Ca’Vendramin-Calergi, 45. Biennale Venedig
- 1997: „Skulptur Projekte Münster 97“, Münster
- 2001: „7. Internationale Istanbul Biennale“, Istanbul
- 2002: Documenta 11, Kassel
- 2004: „54th Carnegie International“, Carnegie Museum of Art, Pittsburgh
- 2006: „Bühne des Lebens – Rhetorik des Gefühls“, Städtische Galerie im Lenbachhaus, München
- 2007: „Skulptur Projekte Münster 07“, Münster
  - WACK! Art and the Feminist Revolution, The Geffen Contemporary at the Museum of Contemporary Art, Los Angeles / National Museum of Women in the Arts, Washington / P.S.1, New York / Vancouver Art Gallery, Vancouver
- 2008: „Collecting Collections: Highlights of the Permanent Collection of the Museum of Contemporary Art Los Angeles“, Museum of Contemporary Art, Los Angeles
  - „Vertrautes Terrain“, Zentrum für Kunst und Medientechnologie, Karlsruhe
- 2009: „12 + 7: Artists und Architects of CityCenter“, Bellagio Gallery of Fine Art, Las Vegas
- 2009: „Modernologies“, Museu d’Art Contemporani de Barcelona / Museum of Modern Art, Warschau (Muzeum Sztuki Nowoczesnej w Warszawie)[29]
  - „Die Kunst ist super!“, Hamburger Bahnhof – Museum für Gegenwart, Berlin
  - „Die Moderne als Ruine. Eine Archäologie der Gegenwart“, Generali Foundation, Wien
- 2010: „Wrong“ (kuratiert von Katharina Fritsch und Gertrud Peters), Kunst im Tunnel (KIT), Düsseldorf
  - „Auswertung der Flugdaten. Kunst der 80er. Eine Düsseldorfer Perspektive“, K21 Ständehaus, Düsseldorf
  - „Utopie und Monument II“, Steirischer Herbst, Graz
  - „Há sempre um copo de mar para um homem navegar“, 29a Bienal de São Paulo
- 2011: „Architektonika“, Hamburger Bahnhof – Museum für Gegenwart, Berlin
  - „Berlin 2000–2011. Playing among the Ruins“, Museum für zeitgenössische Kunst, Tokio
- 2012: „Gegenwartskunst 1945 bis heute“, Städel Museum, Frankfurt am Main
  - „Fruits de la passion“, Centre Georges Pompidou, Paris
- 2013: „Liebe ist kälter als das Kapital“, Kunsthaus Bregenz, Bregenz
  - „Das Ende des 20. Jahrhunderts. Es kommt noch besser“, Hamburger Bahnhof – Museum für Gegenwart, Berlin
  - „Ausweitung der Kampfzone. Die Sammlung 1968–2000“, Neue Nationalgalerie, Berlin
- 2024 bis 2025: „Isa Mona Lisa“, Hamburger Kunsthalle, Hamburg